# Periciclo

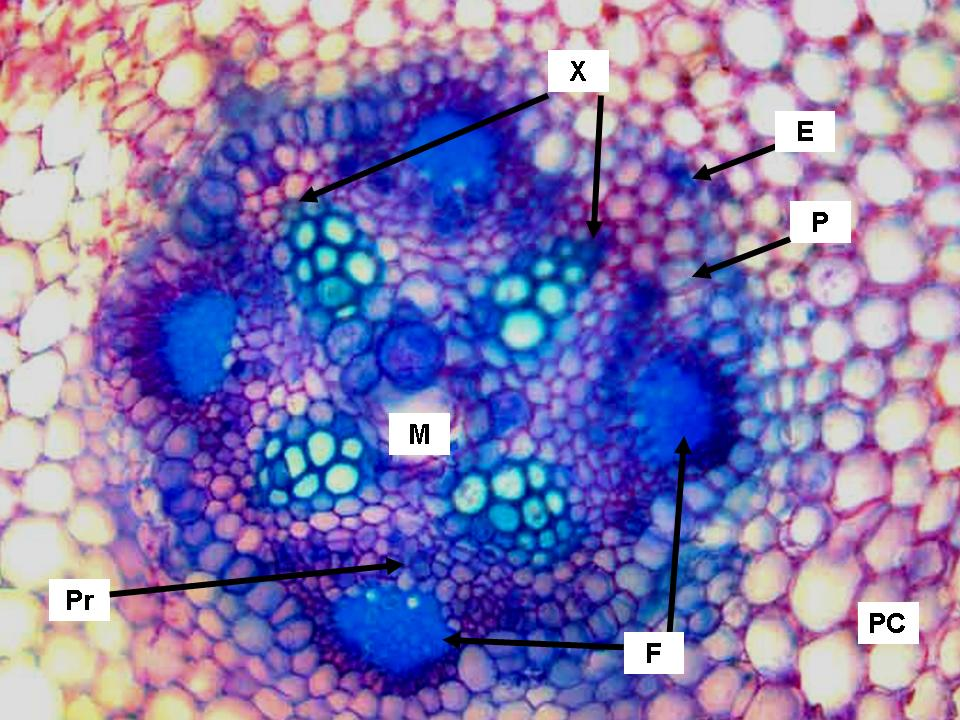
Sezione di una radice. P=periciclo.

In biologia vegetale, il termine periciclo si riferisce ad un tessuto vegetale posizionato all'interno della radice in struttura primaria. La sua funzione è quella di produrre le radici laterali.

## Posizione e struttura del periciclo
Il periciclo è costituito normalmente da un unico strato di cellule poste immediatamente al disotto dell'endoderma. Nonostante esso sia contiguo alle cellule dell'endoderma con il quale intrattiene rapporti di continuità citoplasmatica per mezzo di plasmodesmi, non ne condivide l'origine. Infatti, mentre l'endoderma ha origine comune con il cilindro corticale, il periciclo deriva dal procambio, quindi la sua origine è comune a quella del sistema di conduzione, e pertanto si considera appartenere al cilindro centrale. Un'analisi delle relazioni reciproche tra endoderma e periciclo mostra che le cellule dei due tessuti, seppur contigue, non sono allineate, ma sfasate le une rispetto alle altre. Nelle pteridofite il periciclo è funzionalmente sostituito da uno strato detto fleoterma, che ha origine corticale e le cui cellule sono allineate con quelle dell'endoderma.
All'osservazione, le cellule del periciclo non presentano caratteri peculiari della parete cellulare o del vacuolo o del protoplasto. Il periciclo può essere interpretato in questo senso come un tessuto adulto parenchimatico. Tuttavia, poiché le sue cellule in circostanze precise riprendono l'attività di divisione, esso può anche essere annoverato tra i tessuti meristematici.

## Funzioni del periciclo
Il periciclo assolve a due fondamentali funzioni nella radice, legate alla possibilità delle sue cellule di riprendere l'attività meristematica:
- nelle Eudicotiledoni funziona da "strato rizogeno", perché da esso prendono origine le radici laterali. In corrispondenza delle arche xilematiche il periciclo può riprendere a dividersi formando le cellule del meristema apicale di una radice laterale.[2] La massa ordinata di cellule meristematiche preme contro l'endoderma e poi si fa strada attraverso il cilindro corticale fino ad emergere sulla superficie.
- nelle piante che diventano legnose, ovvero che hanno una crescita secondaria (Gimnosperme e parte delle angiosperme dicotiledoni), origina porzioni del cambio cribro-vascolare. Nelle sue fasi iniziali di formazione, il cambio nella radice ha un andamento sinusoidale tra arche xilematiche e floematiche: la porzione cambiale sul lato esterno delle arche xilematiche prende origine dal periciclo.